# Dmitri Pavlovich Tatischeff

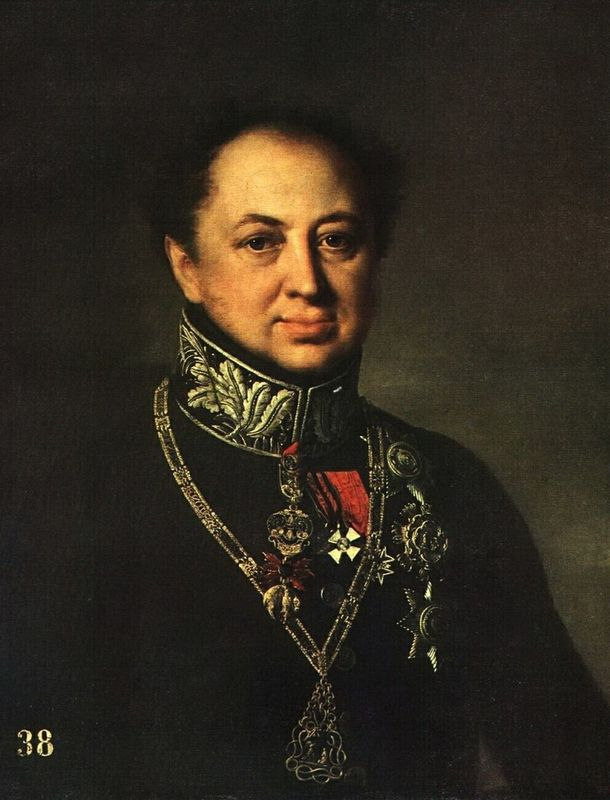
Retrato de Dmitri Pávlovich Tatischeff luciendo el Toisón de Oro concedido por Fernando VII por Vasili Tropinin, 1838. Museo de la Academia Rusa de Artes, San Petersburgo.

Dmitri Pávlovich Tatischeff (en ruso: Дми́трий Па́влович Тати́щев - Dmitri Pávlovich Tatíschev; 1757-Viena, 1845) fue un militar y diplomático ruso del siglo XIX.

## Biografía

### Carrera
Inicio su carrera como miembro de la junta de relaciones exteriores en 1799. Posteriormente fue embajador en Nápoles de 1802 a 1803 y de 1805 a 1808, ministro plenipotenciario en España de 1814 a 1821 a la vez que acreditado ante la corte holandesa, enviado ruso al Congreso de Verona en 1822 y finalmente embajador extraordinario y plenipotenciario en la corte vienesa de 1826 a 1841.

### En España
En Madrid se convirtió en uno de los miembros más influyentes de la camarilla de Fernando VII, íntimamente relacionado con Antonio Ugarte, el antiguo esportillero y antiguo maestro de baile que ya había servido al barón Stróganov, su antecesor en el cargo. En Memorias de un cortesano de 1815, Pérez Galdós escribe de esa interesada relación:

Por entonces empezó la gran influencia de los rusos en la corte de España [...] Concluida la guerra vino acá el célebre Tattischief [...], el cual, por su antecesor, tenía ya noticias de las sutilezas de nuestro agente. Se hicieron tan amigos, que ambos salían de paseo, dándose el brazo, confundiéndose los bailarinescos antecedentes del uno con la noble prosapia del otro, para regocijo de la democracia que ya empezaba a invadirlo todo. El ruso, que era emprendedorcillo, como se verá en lo sucesivo, y no había venido a Madrid a coger moscas, encontró su mano derecha en Ugarte, y este halló en el ruso un admirable espantajo que le sirviese de pantalla en la Corte. Llevó Tattischief a Antonio I a la tertulia de Fernando [VII], hízole conocer a éste las altas dotes del antiguo maestro de zorongo, y no fue preciso más. La agencia de Ugarte se extendió; puso una mano en el corazón de la monarquía y extendió la otra a los últimos confines de ella en Europa y en América. Un solo mundo no le bastaba.
Pérez Galdós, Memorias de un cortesano de 1815, cap. VIII

Buena prueba de su influencia fue la aceptación por Fernando VII de la Santa Alianza el 31 de mayo de 1816 de forma secreta, sin dar cuenta de ello al secretario de Estado, Pedro Cevallos. Por sus gestiones en relación con el Congreso de Viena y el tratado de la Santa Alianza el 19 de julio de 1816 Fernando VII le concedió el Toisón de Oro, merced que nunca antes se había otorgado a un diplomático y que provocó cierto malestar en Inglaterra, que veía en ello la creciente influencia rusa en las cosas de España. En su biografía de Fernán Núñez, embajador en Londres, el marqués de Villa-Urrutia escribe que la concesión del Toisón, contra la que había protestado Londres, sirvió «más para avivar que para satisfacer la sed de grandezas que el ruso padecía». Pero en su afán de grandeza, añadía:

A punto estuvo, sin embargo, de naufragar en un escollo en que muchos diplomáticos tropiezan, que es el de las deudas, siendo de ellas causa, por una parte, los mezquinos y mal pagados sueldos, insuficientes para vivir con el debido decoro, y por otra, el despilfarro y la manía de las grandezas que el oficio suele llevar aparejados, y hasta en cierto modo constituyen un deber del cargo. Para buscar recursos con que salir de la apretada situación en que se hallaba, emprendió Tatistscheff un viaje a París y con este motivo escribía Pizarro a Fernán Núñez: «Me dice usted que Pozzo desaprueba el anticipado viaje de Tatistscheff. ¡Qué diría si supiera que el odio y el ridículo crecen diariamente. El día en que se fue recibimos los Ministros y todo el Cuerpo diplomático una papeleta diciendo que se había extraviado el Ministro de Rusia, que se daría hallazgo al que lo entregase, que su facha era así y asao, etc. El día de San Alejandro todo el mundo recibió un billete que decía: Le Ministre de Russie prie Mr. . . de l'excuser s'il ne donne pas une fête chez lui, car il n'a pas d'argent. En mi mesa tengo reclamaciones de trampas de sastre, zapatero, etc. [...] Lo más sensible es que todo ello es por tonterías, pues él tiene talento, amabilidad y entiende los negocios; tiene buenas prendas, pero sus grandes defectos son sus trampas y su docilidad por las malas compañías: Ugarte, Eguía y otros. Yo por mí nada me importaría esto, pues no estoy mezclado en nada; pero lo siento por dos razones: primera, que se frustran las miras sabias de los dos Soberanos; segunda, que quiero a Tatistscheff y me duele ver que se desacredita, cuando jamás hombre ha estado en mejor disposición para lucirse, influir y llenarse de gloria».
Marqués de Villa-Urrutia, Fernán Núñez, el embajador, pp. 151-152.

Muy adicto a Tatischeff era también, en efecto, Pizarro, pues le debía el cargo de secretario de Estado en sustitución de Cevallos. En sus memorias hay testimonios directos de las visitas frecuentes y secretas del embajador ruso al rey y de la correspondencia directa que había logrado crear entre Fernando VII y el zar Alejandro I. En los años de su gobierno la influencia rusa se incrementó. El hecho más notable de esa influencia es el conocido caso de los barcos de guerra rusos, en el que también estuvo directamente mezclado Ugarte. Por mediación de Tatischeff —favorable a la sumisión de los rebeldes americanos— se compraron a Rusia en 1817 cinco navíos y tres fragatas para hacer frente a la independencia de las colonias por valor de 68 millones de reales, en parte satisfechos con las 400 000 libras esterlinas pagadas por el Reino Unido como indemnización por la abolición del tráfico de esclavos, pero resultaron tan inservibles que el Gobierno español rechazó pagar el segundo plazo y solo seis años después fueron al desguace. El negocio salpicó al rey y costó el puesto a Pizarro, que salió desterrado y nunca se recuperó del daño, aunque se le había mantenido al margen de la compra.

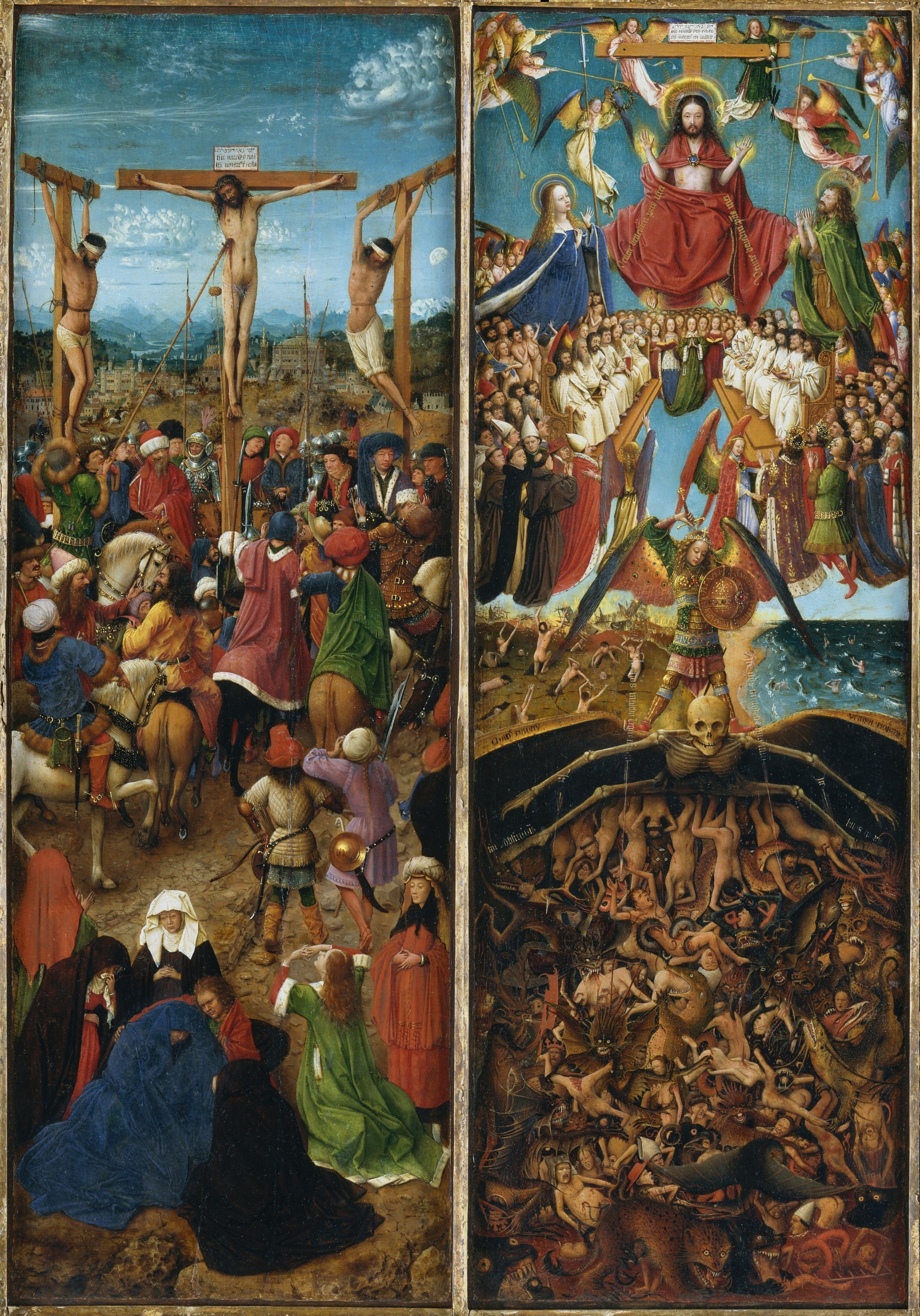
Jan van Eyck (atribuido), La Crucifixión y El Juicio Final, puertas de un tríptico. Óleo sobre tabla pasado a lienzo, 56,5 x 19,5 cm, Nueva York, Metropolitan Museum of Art.

## Coleccionista
Desde su estancia en España, comenzó una colección de pintura flamenca. En este país, adquirió las tablas de la Crucifixión y el Juicio Final conservadas actualmente en el Metropolitan Museum of Art de Nueva York, donde se atribuyen a Jan van Eyck. Puertas de un tríptico cuya tabla central habría sido robada en 1841, Tatischeff las habría obtenido en un convento de Burgos —pero más probablemente en Madrid— y a su muerte entraron a formar parte de la colección privada del zar Nicolás I, a quien legó su colección. En 1867, al ser pasadas a lienzo, se encontraban en el Museo del Ermitage. El Gobierno soviético finalmente las puso en venta en 1933, siendo adquiridas por mediación de la firma Knoedler por el museo neoyorkino.

## Órdenes

### Imperio ruso
- Caballero de la orden de San Andrés[10] (1830), en diamantes (1835).[11]
- Caballero de la orden de San Alejandro Nevski (1817),[10] en brillantes (1825).[11]
- Orden de San Vladimiro
  - Caballero de primera clase.[10] (1828)[11]
  - Caballero de segunda clase.[11] (1803)[11]
- Caballero de la orden del Águila Blanca.[10] (1828)[11]
- Caballero de primera clase de la orden de Santa Ana.[10] (1803)[11]
- Caballero de cuarta clase de la orden de San Jorge.[10] (1 de enero de 1795)[11]
- Bailío de la Orden de San Juan.[10]

### Extranjeras
- Caballero gran cruz de la orden de San Esteban de Hungría.[10] (1823, Imperio austríaco)
- Caballero de la orden del Toisón de Oro.[10] (1816, España)[12]
- Caballero de la orden de la Anunciación.[10] (Reino de Cerdeña)
- Caballero de la orden de San Jenaro.[10] (Reino de las Dos Sicilias)
- Caballero gran cruz de la orden del Halcón Blanco.[10] (Ducado de Sajonia-Weimar-Eisenach)